# Verve Jazz Masters 51
Verve Jazz Masters 51 — сборник американской певицы Блоссом Дири, выпущенный 19 марта 1996 года на лейбле Verve Records в рамках одноимённой серии. В этом альбоме представлены песни из шести альбомов, которые Дири записала для лейбла Verve спродюсером Норманом Гранцем в период с 1956 по 1960 год.

## Отзывы критиков
| Оценки критиков                            | Оценки критиков |
| Источник                                   | Оценка          |
| ------------------------------------------ | --------------- |
| AllMusic                                   | [ 1 ]           |
| MusicHound Jazz: The Essential Album Guide | [ 2 ]           |
| The Penguin Guide to Jazz                  | [ 3 ]           |
| The Rolling Stone Jazz & Blues Album Guide | [ 4 ]           |

Дейв Нейтан в рецензии AllMusic написал: «У Дири не особенно сильный голос, но, подобно блуждающему огоньку, она излагает свой материал шепотом, дымным тоном, который требует внимания аудитории, будь эта аудитория в клубе, на концерте или слушает один из её многочисленных альбомов. Она излучает застенчивую сексуальность, которая придаёт ауру её интерпретациям, с которыми мало кто из других вокальных исполнителей смог сравниться. Этот альбом наполнен драгоценными камнями. Для тех, кто хочет попробовать творчество Дири, этот сборник должен подойти. А её преданным поклонникам альбом позволяет ознакомиться с основными моментами её работы с Verve на одном компакт-диске».

## Список композиций
1. «They Say It’s Spring» (Марти Кларк, Боб Хеймс) — 3:40
2. «Let Me Love You» (Барт Ховард) — 2:42
3. «Once Upon a Summertime» (Эдди Барклай, Мишель Легран, Эдди Марней, Джонни Мерсер) — 2:41
4. «Little Jazz Bird» (Джордж Гершвин, Айра Гершвин) — 3:40
5. «Bang Goes the Drum» (Дэвид Хенекер) — 3:21
6. «Someone to Watch over Me» (Джордж Гершвин, Айра Гершвин) — 5:57
7. «L' Étang» (Поль Мисраки) — 2:25
8. «Give Him the Ooh-La-La» (Коул Портер) — 2:37
9. «Rhode Island Is Famous for You» (Говард Дитц, Артур Шварц) — 2:11
10. «Tea for Two» (Ирвинг Сизар, Винсент Юманс) — 3:17
11. «The Surrey With the Fringe on Top» (Оскар Хаммерстайн II, Ричард Роджерс) — 4:11
12. «I Won’t Dance» (Дороти Филдс, Отто Харбах, Оскар Хаммерстайн II, Джером Керн, Джимми Макхью) — 02:44
13. «Down With Love» (Гарольд Арлен, Йип Харбург, Бертон Лейн) — 1:37
14. «Dearie’s Blues» (Блоссом Дири) — 3:09
15. «Manhattan» (Лоренц Харт, Ричард Роджерс) — 4:11
16. «The Party’s Over» (Бетти Комден, Адольф Грин, Джул Стайн) — 4:22

## Участники записи
Музыканты
- Бас-гитара — Рэй Браун (и с 1 по 8 и с 10 по 16)
- Вокал — Блоссом Дири
- Гитара — Херб Эллис (треки 1, 2, 5, 8, 12), Манделл Лоу (треки 3, 11, 13), Кенни Баррелл (треки 4, 6, 7, 14, 16)
- Ударные — Джо Джонс (треки 1, 2, 5, 8, 12), Эд Тигпен (треки 3, 4, 6, 7, 10, 11 и с 13 по 16)
- Фортепиано — Блоссом Дири (треки с 1 по 8 и с 10 по 16)

Продакшн
- Дизайн — Нишелл Дельвайль
- Исполнительный продюсер — Ричард Зайдель
- Координатор производства — Арик Лач Моррисон
- Продюсер оригинальных записей — Норман Гранц
- Руководитель — Майкл Лэнг
- Фото — Чак Стюарт
- Художественный руководитель — Шерил Латц-Браун